# Liste der Provinzen der Türkei
Die Republik Türkei ist in 81 Provinzen (türkisch İl) gegliedert.
Diese werden im Folgenden aufgeführt mit der Einwohnerzahl nach der letzten Volkszählung 2011 sowie des aktuellen Bevölkerungsstandes (Fortschreibung durch das 2007 eingeführte Adrese Dayalı Nüfus Kayıt Sistemi (ADNKS, zu deutsch adressenbasiertes Einwohnerregister)). Die Nummern entsprechen den Kfz-Kennzeichen und den ersten beiden Ziffern der Postleitzahlen (die Nummerierung erfolgte ursprünglich streng alphabetisch, Abweichungen vom alphabetischen Prinzip ergeben sich durch Umbenennungen und Neuschaffungen). Die Provinzen sind in Bezirke (hin und wieder übersetzt auch mit Landkreise) (türkisch İlçe) eingeteilt. Im Zuge von Gebietsreformen seit den 1980er Jahren wurden 30 (Stand 2016) Provinzstädte zur Büyükşehir Belediyesi erklärt, die dann die gesamte Provinz umfassen. In solchen Provinzen wird die lokale/regionale Selbstverwaltung durch die Büyükşehir belediyesi unter der Leitung des Büyükşehir Belediye Başkanı (meist übersetzt als Oberbürgermeister) ausgeführt; davon getrennt steht die staatliche Verwaltung unter der Leitung des Vali (Gouverneur). In den anderen Provinzen werden Selbstverwaltungsaufgaben auf Provinzebene durch eine İl Özel İdaresi wahrgenommen, deren Organe der Vali und eine gewählte İl Meclisi (Provinzversammlung) unter dem Vorsitz des Vali sind.
Die Provinzen sind meist nach ihren Zentralorten benannt, die im Deutschen auch als Hauptstädte bezeichnet werden. Mitunter führten die Provinzen früher auch eigene Namen und haben später den Namen des Hauptorts übernommen. Beispiele hierfür sind die Provinzen Manisa (früher: Saruhan), Muğla (früher: Menteșe), Antalya (früher: Tekke), Mersin (früher: Içel), Yozgat (früher: Bozok) oder Rize (früher: Lâzistan). In einigen Fällen haben diese Orte auch die Namen des Gebiets übernommen, das von ihnen aus verwaltet wurde. Beispiele dafür sind Aydın (alter Name: Güzelhisar), Diyarbakır (alter Name: (Kara-)Amid) oder Hakkâri (alter Name: Çölemerik). Bei einigen Provinzen, die kommunal als Büyükşehir belediyesi organisiert sind, bekam die Büyükşehir belediyesi den Namen der Provinz. Der Name des bisherigen Zentralorts hingegen, der bis dahin sowohl unter dem Namen der Provinz, als auch unter seinem eigenen Namen bekannt war, wurde von einer der Mitgliedsgemeinden im Zentrum der Büyükşehir belediyesi fortgeführt. Dies ist bei den Provinzen/Büyükşehir belediyeleri Kocaeli (mit İzmit), Sakarya (mit Adapazarı) oder Hatay (mit Antakya) der Fall. Auch in allen anderen Provinzen, die als Büyükşehir belediyesi organisiert sind, führt keine einfache bzw. Mitgliedsgemeinde der Büyükşehir belediyesi den Provinznamen mehr, die alten Gemeinden der Zentralorte wurden aufgelöst und zumeist als mehrere Gemeinden neu organisiert. Provinzen mit einer Büyükşehir belediyesi haben keinen statuarischen Hauptort.

## Statistik
| Nr. | Name der Provinz | Fläche 4 in km² 1 | Bevölkerung | Bevölkerung | Anzahl der Einheiten | Anzahl der Einheiten | Anzahl der Einheiten | Anzahl der Einheiten | Dichte Ew./km² | städtischer Anteil (in %) | Geschlechter- verhältnis 3 | Metropolprovinz seit dem Jahr |
| Nr. | Name der Provinz | Fläche 4 in km² 1 | 2011 1      | 2017 2      | Bezirke              | Gemeinden            | Stadtbezirke         | Dörfer               | Dichte Ew./km² | städtischer Anteil (in %) |                            |                               |
| --- | ---------------- | ----------------- | ----------- | ----------- | -------------------- | -------------------- | -------------------- | -------------------- | -------------- | ------------------------- | -------------------------- | ----------------------------- |
| 01  | Adana            | 13.844            | 2.102.375   | 2.216.475   | 15                   | 15                   | 829                  | –                    | 160,1          | 100,00                    | 999                        | 1986                          |
| 02  | Adıyaman         | 7.337             | 594.163     | 615.076     | 9                    | 23                   | 172                  | 451                  | 83,8           | 72,47                     | 987                        | –                             |
| 03  | Afyonkarahisar   | 14.016            | 701.461     | 715.693     | 18                   | 59                   | 436                  | 423                  | 51,1           | 76,13                     | 1019                       | –                             |
| 04  | Ağrı             | 11.099            | 553.241     | 536.285     | 8                    | 12                   | 99                   | 562                  | 48,3           | 58,70                     | 929                        | –                             |
| 05  | Amasya           | 5.628             | 323.331     | 329.888     | 7                    | 8                    | 107                  | 372                  | 58,6           | 73,09                     | 1007                       | –                             |
| 06  | Ankara           | 25.632            | 4.868.418   | 5.445.026   | 25                   | 25                   | 1433                 | –                    | 212,4          | 100,00                    | 1015                       | 1984                          |
| 07  | Antalya          | 20.177            | 2.035.563   | 2.364.396   | 19                   | 19                   | 910                  | –                    | 117,2          | 100,00                    | 983                        | 1993                          |
| 08  | Artvin           | 7.393             | 166.177     | 166.143     | 9                    | 9                    | 38                   | 320                  | 22,5           | 62,94                     | 989                        | –                             |
| 09  | Aydın            | 8.116             | 999.131     | 1.080.839   | 17                   | 17                   | 670                  | –                    | 133,2          | 100,00                    | 1003                       | 2012                          |
| 10  | Balıkesir        | 14.583            | 1.155.216   | 1.204.824   | 20                   | 20                   | 1129                 | –                    | 82,6           | 100,00                    | 1001                       | 2012                          |
| 11  | Bilecik          | 4.179             | 203.157     | 221.693     | 8                    | 11                   | 60                   | 245                  | 53             | 84,37                     | 903                        | –                             |
| 12  | Bingöl           | 8.004             | 261.276     | 273.354     | 8                    | 11                   | 68                   | 320                  | 34,2           | 67,30                     | 964                        | –                             |
| 13  | Bitlis           | 8.294             | 336.226     | 341.474     | 7                    | 13                   | 123                  | 348                  | 41,2           | 64,39                     | 935                        | –                             |
| 14  | Bolu             | 8.313             | 276.976     | 303.184     | 9                    | 12                   | 93                   | 487                  | 36,5           | 74,09                     | 1016                       | –                             |
| 15  | Burdur           | 7.175             | 250.984     | 264.779     | 11                   | 14                   | 126                  | 193                  | 36,9           | 70,94                     | 990                        | –                             |
| 16  | Bursa            | 10.813            | 2.640.128   | 2.936.803   | 17                   | 17                   | 1060                 | –                    | 271,6          | 100,00                    | 997                        | 1986                          |
| 17  | Çanakkale        | 9.817             | 489.298     | 530.417     | 12                   | 23                   | 81                   | 574                  | 54             | 71,32                     | 971                        | –                             |
| 18  | Çankırı          | 7.542             | 175.716     | 186.074     | 12                   | 15                   | 91                   | 376                  | 24,7           | 74,84                     | 992                        | –                             |
| 19  | Çorum            | 12.428            | 534.825     | 528.422     | 14                   | 16                   | 124                  | 760                  | 42,5           | 75,06                     | 1020                       | –                             |
| 20  | Denizli          | 12.134            | 940.532     | 1.018.735   | 19                   | 19                   | 624                  | –                    | 84             | 100,00                    | 1007                       | 2012                          |
| 21  | Diyarbakır       | 15.168            | 1.561.110   | 1.699.901   | 17                   | 17                   | 1041                 | –                    | 112,1          | 100,00                    | 983                        | 1993                          |
| 22  | Edirne           | 6.145             | 400.554     | 406.855     | 9                    | 16                   | 94                   | 254                  | 66,2           | 77,54                     | 972                        | –                             |
| 23  | Elazığ           | 9.383             | 559.063     | 583.671     | 11                   | 20                   | 149                  | 552                  | 62,2           | 83,84                     | 1008                       | –                             |
| 24  | Erzincan         | 11.815            | 214.863     | 231.511     | 9                    | 24                   | 148                  | 528                  | 19,6           | 81,15                     | 952                        | –                             |
| 25  | Erzurum          | 25.006            | 781.626     | 760.476     | 20                   | 20                   | 1177                 | –                    | 30,4           | 100,00                    | 1005                       | 1993                          |
| 26  | Eskişehir        | 13.960            | 778.421     | 860.620     | 14                   | 14                   | 539                  | –                    | 61,6           | 100,00                    | 1006                       | 1993                          |
| 27  | Gaziantep        | 6.803             | 1.739.569   | 2.005.515   | 9                    | 9                    | 785                  | –                    | 294,8          | 100,00                    | 980                        | 1986                          |
| 28  | Giresun          | 7.025             | 420.433     | 437.393     | 16                   | 24                   | 193                  | 551                  | 62,3           | 71,78                     | 1013                       | –                             |
| 29  | Gümüşhane        | 6.668             | 129.045     | 170.173     | 6                    | 14                   | 70                   | 321                  | 25,5           | 86,93                     | 977                        | –                             |
| 30  | Hakkâri          | 7.095             | 271.405     | 275.761     | 4                    | 8                    | 53                   | 125                  | 38,9           | 61,24                     | 857                        | –                             |
| 31  | Hatay            | 5.524             | 1.472.282   | 1.575.226   | 15                   | 15                   | 590                  | –                    | 285,2          | 100,00                    | 993                        | 2012                          |
| 32  | Isparta          | 8.946             | 412.039     | 433.830     | 13                   | 22                   | 217                  | 203                  | 48,5           | 77,96                     | 984                        | –                             |
| 33  | Mersin           | 16.010            | 1.660.522   | 1.793.931   | 13                   | 13                   | 805                  | –                    | 112,1          | 100,00                    | 1004                       | 1993                          |
| 34  | İstanbul         | 2.752             | 13.565.798  | 15.029.231  | 39                   | 39                   | 960                  | –                    | 5461,2         | 100,00                    | 996                        | 1984                          |
| 35  | İzmir            | 11.891            | 3.952.036   | 4.279.677   | 30                   | 30                   | 1295                 | –                    | 359,9          | 100,00                    | 1006                       | 1984                          |
| 36  | Kars             | 10.193            | 306.238     | 287.654     | 8                    | 9                    | 56                   | 380                  | 28,2           | 48,45                     | 924                        | –                             |
| 37  | Kastamonu        | 13.064            | 360.694     | 372.373     | 20                   | 20                   | 162                  | 1065                 | 28,5           | 62,79                     | 1021                       | –                             |
| 38  | Kayseri          | 16.970            | 1.251.907   | 1.376.722   | 16                   | 16                   | 758                  | –                    | 81,1           | 100,00                    | 996                        | 1988                          |
| 39  | Kırklareli       | 6.459             | 340.977     | 356.050     | 8                    | 21                   | 107                  | 179                  | 55,1           | 81,46                     | 957                        | –                             |
| 40  | Kırşehir         | 6.584             | 221.935     | 234.529     | 7                    | 10                   | 67                   | 252                  | 35,6           | 81,98                     | 1005                       | –                             |
| 41  | Kocaeli          | 3.397             | 1.595.643   | 1.883.270   | 12                   | 12                   | 474                  | –                    | 554,4          | 100,00                    | 976                        | 1993                          |
| 42  | Konya            | 40.838            | 2.033.227   | 2.180.149   | 31                   | 31                   | 1196                 | –                    | 53,4           | 100,00                    | 1016                       | 1986                          |
| 43  | Kütahya          | 11.634            | 564.403     | 572.256     | 12                   | 2                    | 223                  | 548                  | 49,2           | 76,98                     | 1025                       | –                             |
| 44  | Malatya          | 12.259            | 749.225     | 786.676     | 13                   | 13                   | 717                  | –                    | 64,2           | 100,00                    | 1008                       | 2012                          |
| 45  | Manisa           | 13.339            | 1.337.731   | 1.413.041   | 17                   | 17                   | 1088                 | –                    | 105,9          | 100,00                    | 989                        | 2012                          |
| 46  | Kahramanmaraş    | 14.520            | 1.052.336   | 1.127.623   | 11                   | 11                   | 693                  | –                    | 77,7           | 100,00                    | 971                        | 2012                          |
| 47  | Mardin           | 8.780             | 758.181     | 809.719     | 10                   | 10                   | 696                  | –                    | 92,2           | 100,00                    | 993                        | 2012                          |
| 48  | Muğla            | 12.654            | 837.804     | 938.751     | 13                   | 13                   | 565                  | –                    | 74,2           | 100,00                    | 960                        | 2012                          |
| 49  | Muş              | 8.650             | 412.430     | 404.544     | 6                    | 23                   | 110                  | 366                  | 46,8           | 52,89                     | 967                        | –                             |
| 50  | Nevşehir         | 5.485             | 284.150     | 292.365     | 8                    | 23                   | 125                  | 153                  | 53,3           | 78,03                     | 1027                       | –                             |
| 51  | Niğde            | 7.234             | 337.456     | 352.727     | 6                    | 29                   | 138                  | 132                  | 48,8           | 77,42                     | 1002                       | –                             |
| 52  | Ordu             | 5.861             | 712.998     | 742.341     | 19                   | 19                   | 741                  | –                    | 126,7          | 100,00                    | 1001                       | 2013                          |
| 53  | Rize             | 3.835             | 322.367     | 331.041     | 12                   | 18                   | 202                  | 291                  | 86,3           | 72,25                     | 1007                       | –                             |
| 54  | Sakarya          | 4.824             | 886.382     | 990.214     | 16                   | 16                   | 665                  | –                    | 205,3          | 100,00                    | 994                        | 2000                          |
| 55  | Samsun           | 9.725             | 1.250.598   | 1.312.990   | 17                   | 17                   | 1245                 | –                    | 135            | 100,00                    | 1022                       | 1993                          |
| 56  | Siirt            | 5.717             | 309.599     | 324.394     | 7                    | 12                   | 63                   | 277                  | 56,7           | 70,37                     | 950                        | –                             |
| 57  | Sinop            | 5.717             | 203.288     | 207.427     | 9                    | 9                    | 55                   | 470                  | 36,3           | 57,22                     | 1013                       | –                             |
| 58  | Sivas            | 28.164            | 627.195     | 621.301     | 17                   | 24                   | 246                  | 1240                 | 22,1           | 76,93                     | 997                        | –                             |
| 59  | Tekirdağ         | 6.190             | 824.223     | 1.005.463   | 11                   | 11                   | 355                  | –                    | 162,4          | 100,00                    | 947                        | 2012                          |
| 60  | Tokat            | 10.042            | 592.481     | 602.086     | 12                   | 37                   | 308                  | 623                  | 60             | 77,73                     | 1010                       | –                             |
| 61  | Trabzon          | 4.628             | 757.857     | 786.326     | 18                   | 18                   | 692                  | –                    | 169,9          | 100,00                    | 1023                       | 2012                          |
| 62  | Tunceli          | 7.582             | 84.896      | 82.498      | 8                    | 9                    | 43                   | 361                  | 10,9           | 68,51                     | 802                        | –                             |
| 63  | Şanlıurfa        | 19.242            | 1.701.127   | 1.985.753   | 13                   | 13                   | 1380                 | –                    | 103,2          | 100,00                    | 987                        | 2012                          |
| 64  | Uşak             | 5.555             | 340.636     | 364.971     | 6                    | 12                   | 62                   | 256                  | 65,7           | 74,43                     | 1007                       | –                             |
| 65  | Van              | 20.921            | 1.059.734   | 1.106.891   | 13                   | 13                   | 685                  | –                    | 52,9           | 100,00                    | 963                        | 2012                          |
| 66  | Yozgat           | 13.690            | 465.214     | 418.650     | 14                   | 33                   | 219                  | 572                  | 30,6           | 74,58                     | 1005                       | –                             |
| 67  | Zonguldak        | 3.342             | 614.775     | 596.892     | 8                    | 25                   | 176                  | 380                  | 178,6          | 72,48                     | 1027                       | –                             |
| 68  | Aksaray          | 7.659             | 379.163     | 402.404     | 8                    | 22                   | 153                  | 177                  | 52,5           | 79,51                     | 1010                       | –                             |
| 69  | Bayburt          | 3.746             | 76.859      | 80.417      | 3                    | 5                    | 28                   | 170                  | 21,5           | 67,07                     | 962                        | –                             |
| 70  | Karaman          | 8.678             | 234.441     | 246.672     | 6                    | 11                   | 130                  | 159                  | 28,4           | 79,50                     | 999                        | –                             |
| 71  | Kırıkkale        | 4.791             | 276.847     | 278.749     | 9                    | 11                   | 85                   | 185                  | 58,2           | 89,96                     | 997                        | –                             |
| 72  | Batman           | 4.477             | 520.883     | 585.252     | 6                    | 11                   | 126                  | 284                  | 130,7          | 81,41                     | 992                        | –                             |
| 73  | Şırnak           | 7.078             | 453.828     | 503.236     | 7                    | 19                   | 90                   | 102                  | 71,1           | 73,26                     | 907                        | –                             |
| 74  | Bartın           | 2.330             | 187.129     | 193.577     | 4                    | 8                    | 48                   | 265                  | 83,1           | 50,14                     | 1022                       | –                             |
| 75  | Ardahan          | 4.934             | 107.776     | 97.096      | 6                    | 7                    | 39                   | 227                  | 19,7           | 41,43                     | 930                        | –                             |
| 76  | Iğdır            | 3.664             | 187.842     | 194.775     | 4                    | 7                    | 36                   | 161                  | 53,2           | 63,93                     | 943                        | –                             |
| 77  | Yalova           | 798               | 205.664     | 251.203     | 6                    | 14                   | 50                   | 43                   | 314,8          | 88,56                     | 1001                       | –                             |
| 78  | Karabük          | 4.142             | 220.401     | 244.453     | 6                    | 7                    | 78                   | 278                  | 59             | 77,16                     | 987                        | –                             |
| 79  | Kilis            | 1.412             | 124.276     | 136.319     | 4                    | 4                    | 88                   | 137                  | 96,5           | 74,94                     | 966                        | –                             |
| 80  | Osmaniye         | 3.320             | 483.639     | 527.724     | 7                    | 17                   | 132                  | 160                  | 159            | 81,68                     | 980                        | –                             |
| 81  | Düzce            | 2.492             | 342.281     | 377.610     | 8                    | 10                   | 114                  | 279                  | 151,5          | 66,72                     | 1000                       | –                             |

## Karten

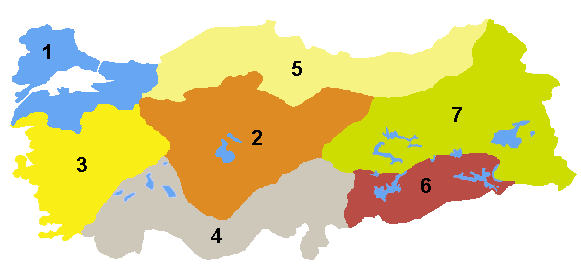
Geographische Gebiete der Türkei
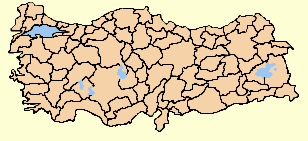
Gliederung der Türkei in Provinzen
Nummerierung der türkischen Provinzen
Landkreise
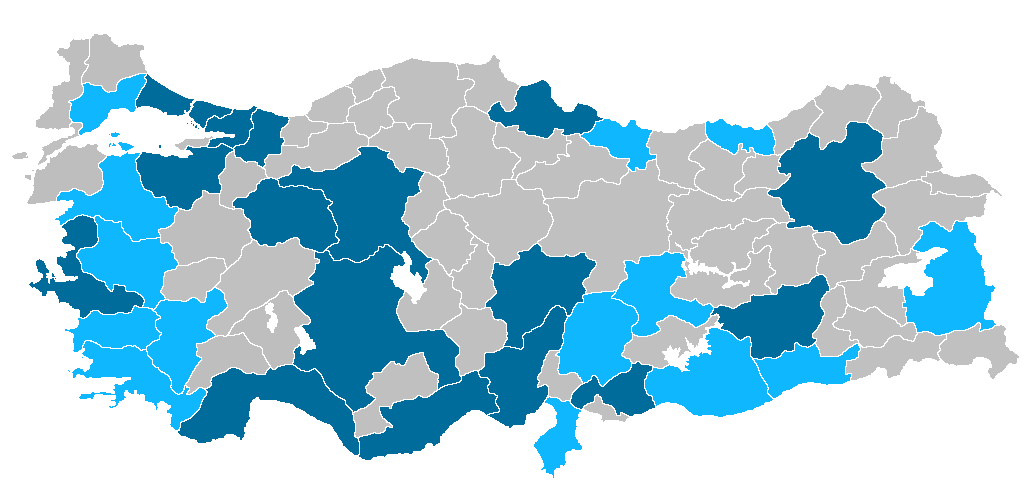
Büyükşehir Belediyeleri (2014)

## Wissenswertes
| Nr. | Name Hauptstadt      | Lage | Wissenswertes |
| --- | -------------------- | ---- | --- |
| 01  | Adana                |      | Der Name ist abgeleitet von Adanos, dem Sohn des Kronos aus der griechischen Mythologie. 12 Kilometer östlich der Provinzhauptstadt liegt die Incirlik Air Base der NATO. |
| 02  | Adıyaman             |      | Adıyamans (kurdisch: Semsur) Bevölkerung besteht größtenteils aus Kurden, die Provinz ist sehr gebirgig, was besonders vom Berg Nemrut gekennzeichnet ist. In Kahta beginnt auch der Atatürk-Stausee, der wasserreichste Stausee der Türkei. |
| 03  | Afyonkarahisar Afyon |      | Die Provinz Afyonkarahisar befindet sich im Westen Kleinasiens und liegt größtenteils in der Ägäisregion. Die Provinz hat eine Gesamtfläche von 14.719 km². |
| 04  | Ağrı                 |      | Die Provinzhauptstadt hieß zur Zeit der Osmanen Şarbulak, was „fließende Quelle“ bedeutet. 1927 wurde der Name in Karaköse geändert, was entweder auf den osmanischen Eroberer 1507 (Karagöz Bey), oder auf Kara Kilise, „schwarze Kirche“ zurückgeht. Seit 1938 tragen die Stadt und die Provinz ihren heutigen Namen nach dem Berg Ararat (Ağrı Dağı). |
| 05  | Amasya               |      | Die Geschichte der Provinzhauptstadt geht bis in die hethitische Zeit zurück, ihre wichtigste Bedeutung erlangt sie jedoch im Hellenismus: Von ca. 300 v. Chr. bis 183 v. Chr. war Amaseia Hauptstadt des Königreiches Pontos. Der griechische Historiker und Geograf Strabon beschrieb seine Heimatstadt in seinem Werk Geographika. |
| 06  | Ankara               |      | Ankara (früher Angora, antiker Name Ancyra) ist seit 1923 Hauptstadt der Türkei. Nach dem Untergang des Osmanischen Reichs wurde Ankara durch Gesetz unter Kemal Atatürk wegen seiner Lage in Zentralanatolien und in Abgrenzung zur osmanischen Hauptstadt İstanbul zur Hauptstadt der neu gegründeten türkischen Republik bestimmt. |
| 07  | Antalya              |      | Antalya ist Hauptort der fruchtbaren Küstenebene, die seit antiker Zeit als Pamphylien bezeichnet wird. Die Gegend um Antalya wird wegen ihrer langen Sandstrände auch „Türkische Riviera“ genannt. Antalya wurde wohl 158 v. Chr. von König Attalos II. von Pergamon gegründet. Nach ihm erhielt sie den Namen Attaleia. |
| 08  | Artvin               |      | Geografisch zählt Artvin sowohl zur Schwarzmeerregion als auch zu Ostanatolien. Die Bevölkerung besteht aus Türken, Lasen und Georgiern. |
| 09  | Aydın                |      | Der Name der Provinz rührt von der turkmenischen Dynastie der Aydın-Oğulları her, die Anfang des 14. Jahrhunderts ein Reich mit den Zentren in Ephesos (Ayasoluğ) und Birgi (Pyrgion) gründeten. Die Stadt Aydın beherrscht das breite Tal des Großen Mäander. Der Mäander (vom griech. Μαίανδρος), heute Großer Mäander (türk. Büyük Menderes) ist wegen seiner vielen Windungen (Mäander) sprichwörtlich geworden. |
| 10  | Balıkesir            |      | Balıkesir grenzt im Westen an das Ägäische Meer, im Norden an das Marmarameer. Die Gegend ist bekannt für den Gemüse- und Obstanbau. In der Umgebung ist der Berg Ida, von dem Zeus die Schlacht von Troja beobachtet haben soll. |
| 11  | Bilecik              |      | Die Siedlungsgeschichte der Stadt Bilecik (griech. Belikoma) reicht bis ins 2. Jahrtausend v. Chr. zurück. In der Provinz Bilecik wurde 1281 das osmanische Reich gegründet. Heute ist sie bekannt für die Seiden- und Keramikindustrie. |
| 12  | Bingöl               |      | Bingöl ist von Bergen mit Gletschern umgeben. Bingöl kam nacheinander unter die Herrschaft der verschiedensten Reiche. Im Ersten Weltkrieg wurde es von russischen Truppen besetzt. In den Anfangsjahren der Türkischen Republik lag Bingöl im Bereich der kurdischen Aufstände. |
| 13  | Bitlis               |      | Bitlis besteht zu 70 % aus Bergen, die in der Regel höher als 2.000 m sind. Die höchsten Berge sind der Süphan Dağı (4.058 m), der Vulkan Nemrut (3.050 m) und der Ziyaret Dağı (2.540 m). Der Vansee liegt zum Teil in Bitlis. |
| 14  | Bolu                 |      | Bolu ist bekannt für seine Köche, die bereits am Osmanischen Serail begehrt waren und heute noch für viel Geld als Chefköche in die Touristenhotels geholt werden. In Mengen ist die berühmteste Kochschule der Türkei. |
| 15  | Burdur               |      | Die Provinz hat 256.803 Einwohner auf einer Fläche von 7.238 km². Die Einwohnerdichte beträgt 35,5 Einwohner/km². |
| 16  | Bursa                |      | Die grüne Landschaft (grünes „Yeşil Bursa“) beinhaltet einige heilkräftige Schwefelquellen. Mitten hindurch zieht sich das Uludağ-Gebirge. In der Antike wurde die Region Bithynien genannt. Dieses Königreich wurde vermutlich von König Prusias I. gegründet. Mit der Ausbreitung des Römischen Reiches begann König Nikomedes IV., das Gebiet stückweise den Römern zu übergeben. |
| 17  | Çanakkale            |      | Die Provinz erstreckt sich über das europäische Thrakien bis hin zum asiatischen Kleinasien, welche durch die Dardanellen (Çanakkale Boğazı) voneinander getrennt werden. In der Provinz liegen die Ruinen der antiken Städte Assos und Troja. Die Stadt wurde in osmanischer Zeit als Nachfolgeort des antiken Abydos gegründet. |
| 18  | Çankırı              |      | Çankırı war der Verschickungsort der ersten prominenten armenischen Verhafteten vom 24. April 1915. Die meisten der 235 Inhaftierten wurden umgebracht. Der Priester und Musikethnologe Komitas Vardapet gehörte zu einer Gruppe von fünf Geretteten, ebenso wie Bischof Krikor Balakian. Balakian berichtete ausführlich über die Vorgänge, die den Auftakt des Völkermordes an den Armeniern bildeten. |
| 19  | Çorum                |      | Vom Abbruch der diplomatischen Beziehungen der Türkei mit dem Deutschen Reich im August 1944 bis in das Jahr 1946 war Çorum eine der drei anatolischen Städte, die den deutschen Staatsangehörigen, die nicht nach Deutschland zurückkehren wollten oder konnten, als Zwangsaufenthalt zugewiesen wurden. |
| 20  | Denizli              |      | Denizli (von türkisch deniz, „Meer“) ist eine Provinz im westlichen Kleinasien. Die Provinz wird vom Tal des Großen Mäander (Büyük Menderes) dominiert, der bei Denizli eine markante Talgabelung mit drei Zuflüssen hat. |
| 21  | Diyarbakır           |      | Diyarbakır (kurdisch Amed) liegt geografisch gesehen in Nordmesopotamien und hat eine lange Geschichte. Die Mehrheit stellen die Kurden. Von den einst Zehntausenden christlichen Armeniern und Aramäer leben heute nur noch einige wenige Hunderte in der Provinz. |
| 22  | Edirne               |      | Edirne (Adrianopel, griech. Αδριανούπολις / Adrianoupolis, in der Antike Orestia, röm. Hadrianopulis) ist die Hauptstadt der gleichnamigen Provinz im europäischen Teil der Türkei. Insgesamt dreimal schlossen die Sultane des Osmanischen Reiches in Edirne / Adrianopel mit dem Heiligen Römischen Reich (1568) bzw. mit Russland (1713, 1829) Frieden. |
| 23  | Elazığ               |      | Elazığ (kurdisch Eleziz). Die Bevölkerung besteht aus Zazas, Kurden und Türken. Zwischen Sunniten und Aleviten kam es in den 1970er Jahren zu Auseinandersetzungen am Ramadan, weil die Aleviten nicht fasteten. Bei diesen Auseinandersetzungen kamen mehr als 1.000 Menschen ums Leben. Elazığ liegt auf einer Höhe von 1060 m und hat eine Fläche von 9281 km². Davon sind allein 826 km² Wasserflächen, da in Elazığ viele Stauseen liegen. |
| 24  | Erzincan             |      | Erzincan liegt auf einer Höhe von 1.185 m in einem gefährdeten Erdbebengebiet. 1939 gab es ein großes Erdbeben, wobei die Stadt Erzincan komplett zerstört wurde. Das letzte große Beben gab es 1992 mit einer Stärke von 6,8 und etwa 650 Todesopfern. |
| 25  | Erzurum              |      | Die Plateaus der Provinz liegen im Mittel 2.000 m hoch, während die Berge um die 3.000 m hoch sind. Die Mescit-Berge sind an ihrer höchsten Stelle 3.239 m hoch. Ein Berg, der als Erholungsort und Skigebiet bekannt ist, ist mit 3.124 m der Palandöken Dağı. |
| 26  | Eskişehir            |      | Eskişehir (türkisch für „alte Stadt“, Dorylaion in der Antike) ist eine der größten Städte in Anatolien. Die Gegend ist hauptsächlich bekannt durch den Abbau von Sepiolith (Lületaş). |
| 27  | Gaziantep            |      | Gaziantep (kurdisch Dilok) ist eine Provinz im Südosten. Im Volksmund benutzt man weiterhin den alten Namen Antep. Die Provinz ist von alters her ein bedeutendes Handelszentrum und heute eines der wichtigsten Industriegebiete der Türkei. Die Provinzhauptstadt Gaziantep gilt als führende „anatolische Tigerstadt“. |
| 28  | Giresun              |      | Der Name der Stadt kommt vom altgriechischen Kerasus, vulgär- und neugriechisch Kerasunda, lateinisch Cerasus. Vom Ortsnamen leitet sich der Namen der Kirsche, lateinisch cerasus her. Lucius Licinius Lucullus brachte ca. 70 v. Chr. die ersten Kirschbäume aus Giresun nach Europa. In Giresun befindet sich eine der größten Haselnussfabriken der Türkei, namens Fiskobirlik. |
| 29  | Gümüşhane            |      | Gümüşhane ist eine Provinz im Nordosten Anatoliens. Gümüşhane zählt zu den kleinsten und wirtschaftlich schwächsten Regionen. Wie die übrigen Städte aus der Schwarzmeerregion hat auch Gümüşhane eine große Gemeinschaft in Istanbul und Europa, insbesondere in Deutschland. |
| 30  | Hakkari Hakkâri      |      | Hakkari (kurdisch Colemerg) liegt im gebirgigen südöstlichsten Punkt der Türkei und grenzt an Iran und an den Irak. Es gibt mindestens 30 Berge, die über 3.000 m hoch sind. Der Name Hakkari taucht zum ersten Mal im 10. Jahrhundert bei dem arabischen Historiker und Geographen İn Havsal auf, der sagte, dass der Name von Her-kariyan abstammt. Her-kariyan soll „stark“ und „kämpferisch“ bedeuten. |
| 31  | Hatay Antakya        |      | Das Gebiet von Hatay, bis Ende der 1930er Jahre im Westen Sandschak Alexandrette genannt, bildet heute den südlichsten Teil der Türkei und liegt im nordwestlichen Grenzgebiet zu Syrien. Die Hauptstadt Antakya ist das frühere Antiochia. |
| 32  | Isparta              |      | Isparta ist bekannt für seine Rosen, Teppiche und seine „Süleyman Demirel Universität“, die von Studenten aus der ganzen Türkei besucht wird. |
| 33  | Mersin               |      | Mersin (früher: İçel) wird mit den Namen des heiligen Paulus aus Tarsus verbunden und damit, dass Marcus Antonius die Gebiete zwischen Alanya und Mersin Kleopatra zum Hochzeitsgeschenk machte. |
| 34  | İstanbul             |      | 2005 lebten in der Metropolregion Istanbul, deren Gebiet mit dem der Provinz Istanbul identisch ist, etwa 11,5 Millionen Menschen. Etwa 70 % der Bevölkerung Istanbuls sind in jüngerer Zeit aus Anatolien zugezogen. |
| 35  | İzmir                |      | Die Provinzhauptstadt İzmir wird auch als „Perle der Ägäis“ bezeichnet. Die Stadt war früher auch unter dem griechischen Namen Smyrna bekannt (neugr. Σμύρνη bzw. Smirni) und hat nach Istanbul den zweitgrößten Hafen des Landes. |
| 36  | Kars                 |      | Kars gehörte mehrere Jahrzehnte zum armenischen Königreich. Als sich die zaristischen Truppen wegen der Oktoberrevolution zurückzogen, hatte sich der russische Distrikt Kars für unabhängig erklärt. Sie nannte sich Regierung der Republik Südwestkaukasiens. Dieser Staat überlebte nur 9 Monate und wurde nur seitens des Japanischen Kaiserreichs anerkannt. |
| 37  | Kastamonu            |      | Kastamonu (Castamuni, byzantinisch Kastumbul) ist eine Stadt in der gleichnamigen Provinz. Die Stadt liegt südlich des Gökırmak. Die Gegend ist bekannt für ihre Folklore, ihren Tabak und für Holzmöbel. |
| 38  | Kayseri              |      | Die Hauptstadt Kayseri (früher Mazaka und danach Caesarea) liegt 1.054 m über NN am Fuße des erloschenen Vulkans Erciyes, der mit seinen Ausbrüchen für die Tuffsteinschichten in Kappadokien verantwortlich war. |
| 39  | Kırklareli           |      | Kırklareli ist eine Provinz im europäischen Teil und gehört damit zu Thrakien. Das Archäologische Institut der Universität İstanbul gräbt seit 1993 gemeinsam mit dem Deutschen Archäologischen Institut zwei vorgeschichtliche Siedlungen aus. |
| 40  | Kırşehir             |      | Nachdem die Stadt vom oströmischen Kaiser Justinian I. wiedererbaut wurde, hieß sie „Justinianopolis“. 1071 begann die Herrschaft der türkischen Stämme in Kırşehir. Sie erhielt wegen der Lage in der kargen Steppe den Namen „Kır şehri“ („Steppenstadt“). Vom Abbruch der diplomatischen Beziehungen der Türkei mit dem Deutschen Reich im August 1944 bis in das Jahr 1946 war Kırşehir eine der drei anatolischen Städte, die den deutschen Staatsangehörigen, die nicht nach Deutschland zurückkehren wollten oder konnten, als Zwangsaufenthalt zugewiesen wurden. |
| 41  | Kocaeli İzmit        |      | Die Provinzhauptstadt İzmit ist hochindustralisiert und hat pro Kopf das höchste Bruttosozialprodukt in der Türkei. İzmit (das antike Nikomedia) wurde vom bithynischen König Nikomedes I. 264 v. Chr. als Hauptstadt gegründet. 74 v. Chr. gelangte sie nach dem Tode König Nikomedes IV. testamentarisch ans römische Reich. 183 v. Chr. beging Hannibal in der Nähe von Nikomedia Selbstmord. Konstantin der Große starb 337 in einem Vorort von Nikomedia. Die heilige Barbara lebte im 3. Jahrhundert in Nikomedia. |
| 42  | Konya                |      | Die Provinz Konya (griechisch Ikonion) ist die flächenmäßig größte Provinz der Türkei. Südöstlich von Konya befindet sich Çatalhöyük, eine der ältesten Siedlungen der Menschheit. |
| 43  | Kütahya              |      | Bekannt ist Kütahya für farbenprächtig verzierte Keramik. Kütahya ist Sitz der 1992 begründeten Dumlupınar-Universität. |
| 44  | Malatya              |      | Die sehr frühe Besiedlung von Malatya zeigt sich an der spätjungsteinzeitlichen Stadt Arslantepe. Arslantepe ist das Melid der Hethiter. Der Name Malatya selber kommt vom hethitischen Melid für Honig. |
| 45  | Manisa               |      | Die Stadt ist ein Zentrum für Rosinenhandel und geht zurück auf das antike lydische Magnesia am Sipylos. |
| 46  | Kahramanmaraş        |      | Kahramanmaraş (kurdisch Gurgum oder Mereş) hieß bis zum Ende des türkischen Unabhängigkeitskrieges Maraş. Als Anerkennung für ihren Widerstand aber erhielt sie den Beinamen Kahraman („Held“) und hieß von dort an Kahramanmaraş („Heldenstadt von Maraş“). |
| 47  | Mardin               |      | Der Name Mardin stammt aus dem syrischen Merde und bedeutet „Burg“. Das Gebiet war von alters her die Verbindung zwischen den mesopotamischen und den anatolischen Kulturen. |
| 48  | Muğla                |      | Die Provinz Muğla liegt im äußersten Südwesten von Kleinasien. Sie stellt das Kernland des antiken Karien dar. Sie bildet einen Streifen von etwa 50 × 250 km entlang der Küste vor Rhodos. Von Bedeutung sind die Teppich-Manufakturen, zahlreiche antike Stätten bzw. Museen. |
| 49  | Muş                  |      | Die Bevölkerung besteht hauptsächlich aus sunnitischen Kurden. Bis zu den Vertreibungen im Jahre 1915 war die Stadt armenischer Bischofssitz. Die Stadt liegt am Oberlauf des östlichen Euphrat, der hier Murat heißt. Das Tal des wasserreichen Stromes liegt hier noch über 1.000 Meter hoch. |
| 50  | Nevşehir             |      | Der Name Nevşehir leitet sich vom persischen Nau (Nev) für Neu und Schahr (Şehir) für Stadt ab und bedeutet damit Neustadt. Die Provinz umfasst den Hauptteil der Region Kappadokien. Göreme ist Zentrum des Nationalparks Göreme, der zusammen mit anderen Felsendenkmälern von Kappadokien seit 1985 zum UNESCO Weltkultur- und Naturerbe gehört. |
| 51  | Niğde                |      | Die Einwohnerdichte beträgt 47,6 Einwohner/km². |
| 52  | Ordu                 |      | "Ordu" bedeutet "Armee". Der Legende nach sollen die Argonauten hier gelandet sein um das Goldene Vlies zu suchen. Bis 1800 war Ordu ein kleiner Hafen, der bis zu den Griechenverfolgungen im Osmanischen Reich 1914–1923 hauptsächlich von Pontos-Griechen bewohnt war. Heute besteht die Bevölkerung aus ethnischen Türken, Kaukasiern (von den Türken allgemein als Georgier bezeichnet), einigen muslimischen Armeniern und einer kleinen Gemeinschaft von Nachkommen der Griechen, welche sich weigerten die Region zu verlassen. |
| 53  | Rize                 |      | Der Name könnte sich vom griechischen ριζά - rizá = „unter dem Berg“ herleiten. Heute ist die Umgebung der Provinzhauptstadt Zentrum des türkischen Tee- und Kiwianbaus. Über 60 % der nicht unbeträchtlichen türkischen Gesamtteeernte (immerhin 6 % der Weltteeproduktion) wird in diesem Gebiet erzielt. |
| 54  | Sakarya Adapazarı    |      | Ihren Namen trägt die Provinz nach dem Fluss Sakarya. Die Provinzhauptstadt Adapazarı profitiert von der Nähe zu den Industriestädten Istanbul, Bursa oder Izmit sowie von den fruchtbaren Böden im Umkreis und ist in der Türkei für seine großen Kartoffeln berühmt. |
| 55  | Samsun               |      | Samsun ist die größte türkische Stadt am Schwarzen Meer. Mit Atatürk erlangte die Stadt an Bedeutung, als dieser am 19. Mai 1919 von Samsun aus zum Befreiungskampf gegen die Besetzung und Teilung des Landes nach dem Ersten Weltkrieg aufrief. |
| 56  | Siirt                |      | Siirt liegt zwischen 600 und 1.600 m hoch. Siirts Geschichte reicht sehr weit zurück. Siirt gehörte den Assyrern, den Babyloniern und danach den Medern und den Persern. Auch die Römer, die Parther und die Sassaniden herrschten hier. |
| 57  | Sinop                |      | Der Badeort Sinop (griech. Σινώπη / Sinṓpē) hat etwa 25.000 Einwohner, in den Sommermonaten jedoch bis zu 50.000. Sinop war die erste Schwarzmeerkolonie der Stadt Milet. In Sinop geboren wurde der Philosoph Diogenes von Sinope (Diogenes in der Tonne). |
| 58  | Sivas                |      | Sivas ist nach Konya die zweitgrößte Provinz. Dort fand 1993 der Brandanschlag von Sivas statt. Bei einem alevitischen Kulturfestival erklärte der Schriftsteller Aziz Nesin öffentlich, er halte einen Großteil der türkischen Bevölkerung für „feige und dumm“, da sie nicht den Mut hätten, für die Demokratie einzutreten. Daraufhin versammelte sich eine Menschenmasse vor seinem Hotel. Aus der Menschenmenge wurden Brandsätze gegen das Hotel geworfen. Da das Hotel aus Holz gebaut war, breitete sich das Feuer schnell aus. Dabei verbrannten 37 Menschen. |
| 59  | Tekirdağ             |      | Tekirdağ (bulg. Родосто / Rodosto, griechisch Ραιδεστός) wurde schon bei Herodot erwähnt. Tekirdağ ist heute hauptsächlich wegen seiner Köfte-Lokale und Anisschnapsproduktion (Rakı) bekannt. Als die Türken die Stadt eroberten, nannten sie sie erst Rodosçuk und ab dem 18. Jahrhundert Tekfur Dağı. Das Tekfur stammt vom armenischen Wort tagovar ab, was „die Kreuz tragenden“ bedeutet. Damit bezeichneten die Türken die christlichen Herrscher. Aus Tekfur wurde dann Tekir. |
| 60  | Tokat                |      | Tokat, das antike Eudoxia spielte im Altertum keine große Rolle, wichtig war nur seine Festung. Vom 11. bis 13. Jahrhundert erreichte Tokat als Handelsstadt seine größte Zeit. Der allmähliche politische und wirtschaftliche Niedergang begann im 19. Jahrhundert zugunsten der Nachbarstadt Sivas. Bis in das 20. Jahrhundert wanderten viele Bewohner nach Amerika oder Europa aus. |
| 61  | Trabzon              |      | Trabzon (früher Trapezunt), griechisch Τραπεζούντα, ist Umschlagplatz für den Export von Nahrungsmitteln. Das Kaiserreich Trapezunt (Trabzon Rum İmparatorluğu) war einer der Nachfolgestaaten des Byzantinischen Reichs und bestand von 1204 bis 1461. Es wurde 1204 von der Herrscherdynastie der Komnenen gegründet, welche bereits vor der Eroberung Konstantinopels durch die Ritter des Vierten Kreuzzugs aus der Hauptstadt geflohen waren. |
| 62  | Tunceli              |      | Tunceli (Dersim) ist die bevölkerungsmäßig kleinste Provinz der Türkei. Hier leben überwiegend Zaza. In dieser Phase wurde die Bevölkerung von der Religion Zarathustras stark beeinflusst. So haben große Teile der Bevölkerung bis heute die Traditionen lebendig gehalten. |
| 63  | Şanlıurfa            |      | Şanlıurfa (kurdisch Riha) grenzt im Süden an Syrien. In der Provinz lebten einst sehr viele Jesiden. 1983 wurde der Provinz, die bis dahin lediglich Urfa hieß, der Titel şanlı (dt. „ruhmreich“) verliehen. Er soll an den Widerstand gegen die französische Besatzung im türkischen Befreiungskrieg erinnern. Şanlıurfa ist auch unter dem antiken Namen Edessa bekannt. Als Gründer der Stadt nennt Ephraim der Syrer den assyrischen König Nimrod. Jakob von Edessa setzte Nimrod dann mit Ninos, dem Sohn des Belos gleich, der bei Diodor als der Gründer Ninivehs erwähnt wird. |
| 64  | Uşak                 |      | In der Region wird jährlich das Erdbeer-Festival veranstaltet. Uşak besitzt die erste Zuckerfabrik der Türkei und darüber hinaus ist die Lederwarenindustrie und die Keramikherstellung eine der bedeutendsten der Türkei. Uşak war durch seine Teppiche bekannt; die nach dem gleichnamigen Maler benannten Holbein-Teppiche sind Uşak-Teppiche. Die wohl bekanntesten Relikte sind die Schätze von Krösus, der sprichwörtlich als der reichste Mann der Welt gilt und das Geld erfunden haben soll. Diese Schätze werden im archäologischen Museum Uşaks ausgestellt. |
| 65  | Van                  |      | (kurdisch Wan) liegt am Ostufer des Vansees. In früherer Zeit trug die Provinzhauptstadt Van den Namen Tušpa und war im 9. Jahrhundert v. Chr. die Hauptstadt des Urartäischen Königreichs. Die damalige Bevölkerung nannte sich selbst Nairi. Van ist auch für seine Katzen bekannt. Die halblanghaarige Van-Katze hat häufig zwei verschiedenfarbige Augen und ist weltweit gefragt. |
| 66  | Yozgat               |      | In Yozgat gibt es Yimpaş, das bis in die späten 1990er Jahre eines der führenden Kaufhausunternehmen der Türkei war und auch in Deutschland Filialen eröffnete. Yozgat wurde bekannt durch das so genannte Yozgat-Verfahren. Es war nach dem Völkermord an den Armeniern der erste Prozess des Kriegsgerichtshofes, der in 18 Sitzungen Anfang 1919 stattfand. Vom Abbruch der diplomatischen Beziehungen der Türkei mit dem Deutschen Reich im August 1944 bis in das Jahr 1946 war Yozgat eine der drei anatolischen Städte, die den deutschen Staatsangehörigen, die nicht nach Deutschland zurückkehren wollten oder konnten, als Zwangsaufenthalt zugewiesen wurden.                                                                                  |
| 67  | Zonguldak            |      | Zonguldak ist das Schwarzkohlezentrum der Türkei. Aber auch die Erdbeeren aus dieser Gegend sind berühmt. Östlich von Ereğli liegt die Cehennemağzı-Höhle („Höllenrachenhöhle“), wo der Mythologie nach der Halbgott Herkules den dreiköpfigen Höllenhund Kerberos getötet hat. Rund 30 % der ursprünglichen Einwohner leben im Ausland. Die meisten davon im Ruhrgebiet. |
| 68  | Aksaray              |      | Das junge Christentum breitete sich im 2. und 3. Jahrhundert in Kappadokien, zu der auch das Gebiet von Aksaray gehört, sehr schnell und früh aus. Angriffe und Vertreibungen waren der Grund dafür, dass viele unterirdische Städte und Kirchen angelegt wurden. 3.000 bis heute entdeckte Kirchen in der Region, zeugen noch heute von dieser Geschichte. Das Gebiet von Kappadokien wurde 1985 außerdem von der UNESCO zum Weltkulturerbe und Weltnaturerbe erklärt. |
| 69  | Bayburt              |      | Schon in frühester Zeit nahm Bayburt, aufgrund der Lage auf der Seidenstraße zwischen Europa und Asien, eine bedeutende Rolle ein. Berühmtester Gast der Stadt Bayburt war Marco Polo, der auf seiner Reise nach China in Bayburt verweilte. Die Provinz leidet stark an der hohen Emigration und hat eine der höchsten Auswanderungsquoten in der Türkei. |
| 70  | Karaman              |      | Karaman ist nach den Karamanoğulları benannt. Das Eyâlet Karaman in osmanischer Zeit, dessen Verwaltungssitz allerdings Konya war, umfasste das gesamte südöstliche Hochland von Anatolien. Danach sind auch die Karamanlı (türkisch Karamanlılar) benannt, eine christlich-orthodoxe Volksgruppe. Sie sprachen ein Türkisch mit griechischen Lehnwörtern und mit sehr vielen alttürkischen Wörtern. Beim Bevölkerungsaustausch zwischen Griechenland und der Türkei mussten etwa 60.000 Karamanlı nach Griechenland umsiedeln. So stammen zum Beispiel auch die Vorfahren von Konstantinos Karamanlis aus diesem Gebiet. Die heutige Provinz wurde 1989 aus der Provinz Konya ausgegliedert und ist viel kleiner als die gleichnamige osmanische Provinz. |
| 71  | Kırıkkale            |      | Kırıkkale liegt im nördlichen Zentralanatolien, etwa 80 km östlich von Ankara. Die an wichtigen Straßen- und Eisenbahnverbindungen gelegene Stadt erlebte im 20. Jahrhundert eine dynamische Entwicklung hin zu einem wichtigen Industriezentrum (u. a. Rüstung, Chemie und Holzverarbeitung). Seit 1992 ist Kırıkkale auch Universitätsstadt. |
| 72  | Batman               |      | Batman (kurdisch Elih) ist nach dem Fluss Batman benannt. Die Zuwachsrate dieser Region ist sehr hoch. Die einheimische Bevölkerung besteht ausschließlich aus Kurden. Batman ist außerdem Heimatort vieler in Deutschland lebender Jesiden. In Batman leben nur noch einige Hundert meist ältere Jesiden. |
| 73  | Şırnak               |      | Şırnak ist eine Provinz an der Grenze zum Irak und Syrien. Sie ist die wärmste Provinz; es wurden hier Spitzenwerte von 50 °C gemessen. Der Name Şırnak soll sich angeblich vom Wort Şehr-i Nuh ableiten, was übersetzt „Noachs Stadt“ heißt. Daraus wurde dann Şerneh und dann Şırnak. Denn der Cudi-Berg gilt als Anlegeort der Arche Noah. |
| 74  | Bartın               |      | Bartın ist eine Provinz am Schwarzen Meer. Ihr wurde erst 1991 der Provinzstatus gewährt, vorher war sie ein Landkreis der Provinz Zonguldak. |
| 75  | Ardahan              |      | Ardahan ist eine Provinz an der Grenze zu Georgien und ist erstes Ziel für georgische und armenische Gastarbeiter. Nach dem Ersten Weltkrieg, geriet dieses Gebiet zusammen mit Kars kurzzeitig an die UdSSR. Allerdings gab die Sowjetunion mit dem Friedensvertrag von Brest-Litowsk dieses Gebiet an die Türkei ab. Ardahan wurde mit Kars zu einer Provinz vereint, aber 1992 als eigene Provinz wiederhergestellt. |
| 76  | Iğdır                |      | Iğdır grenzt an Armenien, die aserbaidschanische Exklave Naxçıvan und Iran und ist damit die einzige Provinz, die an drei Staaten grenzt. Der Name Iğdır kommt vom Stamme der Iğdıroğlu und bedeutet gut, groß, erhaben, tapfer. Wegen der Vegetation wird Iğdır auch Yeşil Iğdır (Grünes Iğdır) genannt. Der Berg Ararat liegt größtenteils innerhalb der Grenzen Iğdırs. Die Gipfel liegen allerdings in der Provinz Ağrı. |
| 77  | Yalova               |      | Yalova (in der Antike Pylai) liegt am südöstlichen Teil des Marmarameeres, nur 24 Seemeilen von Istanbul entfernt. Yalova ist ein beliebter Ferienort mit hohem Lokaltourismus. Viele Besucher kommen aus Istanbul aber auch aus arabischen Ländern. Meistens aus Kuwait, den Vereinigten Arabischen Emiraten oder Saudi-Arabien. Die Thermalbäder wurden wohl schon in hellenistischer Zeit benutzt. Wegen der Heilwirkung wurden sie von Konstantin dem Großen oder Kemal Atatürk aufgesucht. |
| 78  | Karabük              |      | Karabük ist durch das große Stahlwerk geprägt. Traditionell gab es in der Region viele kleine Stahlkocher und Schmiede, von denen heute nur noch ein paar auf den Tourismus ausgelegte Werkstätten in Safranbolu übrig geblieben sind. Ein Großteil der Bevölkerung wanderte ab. |
| 79  | Kilis                |      | Kilis liegt an der Grenze zu Syrien und gehört zum türkischen Teil des Kurd Dagh. Kurd Dagh („Berg der Kurden“). Der Kurd Dagh gehört zu den drei „ethnischen“ Bergen Syriens. Die Namen der anderen beiden lauten Jabal an-Nusayriyah („Berg der Nusairier“) und Jabal ad-Duruz („Berg der Drusen“). |
| 80  | Osmaniye             |      | Osmaniye hat 458.782 Einwohner auf einer Fläche von 3.189 km². |
| 81  | Düzce                |      | Düzce ist die westlichste Schwarzmeerprovinz. Aus der Küstenstadt Akcakoca („Bodrum des Nordens“) kommen die Haselnüsse für Nutella her - die Sorte Levantiner gilt als Weltnorm für Haselnüsse. Nach dem Erdbeben von 1999 erlangte Düzce Provinzstatus, zuvor war es der Provinz Bolu angegliedert. |